# Treilles-en-Gâtinais
Treilles-en-Gâtinais é uma comuna francesa na região administrativa do Centro, no departamento Loiret. Estende-se por uma área de 13,8 km². Em 2010 a comuna tinha 297 habitantes (densidade: 21,5 hab./km²).